# Verzaubert (Film)
Verzaubert (Untertitel Lesben und Schwule erzählen Geschichte) ist ein deutscher Dokumentarfilm aus dem Jahr 1993. Er handelt von den Lebensgeschichten 13 aus Hamburg stammender, homosexueller Personen. Die Handlung konzentriert sich besonders auf ihre Erlebnisse in der Zeit des Nationalsozialismus sowie in der Nachkriegszeit. Der Film war die erste deutsche Produktion zu dieser Thematik.
Die insgesamt neun Regisseure hatten die Idee zu Verzaubert Ende der 1980er Jahre in einem Seminar über Homosexualität im Film. Sie verzichteten bei ihrer Arbeit auf in Dokumentarfilmen übliche Elemente wie nachgespielte Szenen oder weiterführende Erklärungen. Stattdessen ließen sie die Gesprächspartner frei erzählen.
Die Produktion wurde im Januar 1993 erstmals im Kino veröffentlicht, später auch auf DVD und bei VoD-Diensten. Kritiker äußerten sich mehrheitlich positiv über den Film.

## Handlung
Im Film berichten fünf Schwule, vier Lesben sowie zwei gleichgeschlechtliche Paare aus Hamburg nacheinander von ihrem Leben. Ein Schwerpunkt liegt auf ihren Erfahrungen in der Zeit des Nationalsozialismus und in der Nachkriegszeit. Die Erzählungen sind thematisch angeordnet, weswegen die Schilderungen eines Gesprächspartners oft durch Einschübe anderer Interviewter unterbrochen und anschließend wieder aufgegriffen werden. Bis auf wenige Zwischenfragen reden die Regisseure nicht.

### Edith
Ediths erste lesbische Beziehung entwickelte sich aus nächtlichen Treffen mit ihrer Bekannten Dina zum Diebstahl von Fischen aus Aalreusen. 1936 erhielt die Sittenpolizei den Abschiedsbrief einer homosexuellen Frau, in dem Edith Erwähnung fand. Bis auf die Durchsuchung ihrer Wohnung inklusive Beschlagnahme eines Fotos von ihr und einer Kollegin im Freibad passierte Edith nichts. Während des Zweiten Weltkriegs waren in ihrem Freundeskreis Ehen zwischen Schwulen und Lesben verbreitet, hauptsächlich zum Schutz der Männer.
Nach dem Krieg gab Edith vor ihren Eltern einen Freund als Partner aus. In Wahrheit hatte sie eine Freundin namens Ernie. 1951 begegnete sie Anneliese, mit der sie bis zu deren Tod 32 Jahre lang zusammen war und ein Lebensmittelgeschäft führte. Das Klischee von lesbischen Paaren, die immer aus einer maskulinen und dominanten sowie einer devoten und femininen Frau bestehen, könne sie nicht vollständig bestätigen. Auf einige Verhältnisse treffe das zwar zu, es gebe aber auch viele davon abweichende Beziehungen.

### Rudolf
Rudolf und ein gleichaltriger Nachbar führten mit zwölf eine heimliche Beziehung, die nach ungefähr zwei Jahren herauskam. Ihre Eltern trennten sie durch erzwungene Umzüge voneinander. Im Krieg trat der Freund auf Drängen seiner Familie der Waffen-SS bei und fiel vier Wochen nach Einsatzbeginn. Rudolf kam indes in ein britisches Kriegsgefangenenlager. Sein Engagement als Darsteller in weiblichen Rollen im Lagertheater beschreibt er als glücklichste Zeit seines Lebens, da er so erstmals er selbst habe sein können.
Unmittelbar nach seiner Heimkehr fing Rudolf an, zu arbeiten. Wie die meisten Deutschen habe er im Zuge des Wirtschaftswunders einen guten Lebensstandard erreichen wollen und dafür die eigene Person nach hinten gestellt. Er besuchte zwar viele Schwulentreffpunkte wie den Bronzekeller, unterdrückte aber dennoch seine Sexualität, was ihn im Laufe der Jahre immer stärker belastete. Erst im Alter von 60 Jahren entschloss er sich nach dem Besuch einer Waldschlösschen-Tagung zu schriftlichen Coming-outs gegenüber seinen Freunden.

### Werner „Therese“
Werner, auch bekannt unter dem Travestiekünstlernamen Therese, ging dank seiner Selbständigkeit früh sehr offen mit seiner Homosexualität um. Seine Mutter akzeptierte ihn, riet ihm jedoch aufgrund des § 175, dessentwegen einige ihrer Nachbarn in Konzentrationslagern ermordet wurden, zur Vorsicht. Mit 19 hatte er einen One-Night-Stand, was seinen eifersüchtigen Partner zu einer Selbstanzeige bewegte, die für Werner eine Haftstrafe nach sich zog. Drei seiner Freunde, davon zwei KZ-Überlebende, waren ebenfalls wegen eines Verstoßes gegen den § 175 angeklagt und nahmen sich vor ihren Prozessen das Leben.
Nach seinem Gefängnisaufenthalt beteiligte sich Werner an der Verteilung der Homosexuellen-Zeitschrift Die Freunde. Das Magazin wurde regelmäßig von der Polizei beschlagnahmt und schließlich wegen „Unzüchtigkeit“ verboten. Werner hatte als Unternehmer ebenfalls Schwierigkeiten. Er führte auf der Reeperbahn die Kneipen Stadtcasino und Neustadtcasino, die unter dem Namen seiner Mutter liefen, da Homosexuelle keine Konzession bekamen. Aufgrund des damaligen in Hamburger Schwulenbars geltenden Tanzverbots und damit verbundenen Razzien fuhr sie Gäste, die feiern wollten, sonntags per Bus zum Lokal Wielandseck in Hannover, das Freunde von ihr betrieben.

### Heiner und Peter
Heiner führte in der Hitlerjugend und beim Militär gleichgeschlechtliche Beziehungen, die er angesichts drohender Repressalien verbarg. Mit seinem Lebensgefährten Peter, der in seiner Jugend auch einige Freundinnen hatte, ist er seit 38 Jahren zusammen. Der Grund für die Langlebigkeit ihrer Beziehung bestehe Peters Ansicht nach in ihrer Freundschaft, gegenseitigen Achtung und Toleranz sowie dem Fehlen einer typischen femininen-maskulinen Rollenverteilung. Die beiden leben seit Anfang ihrer Beziehung zusammen, was seinen Ursprung in der Nachkriegs-Wohnungsnot hatte. Bis zum Erwerb ihrer eigenen Unterkunft lebten sie in Einzimmerwohnungen und bekamen nie Probleme mit den Vermietern oder Nachbarn. Sie erklären, dass das an ihrem normalen Umgang mit ihrer Sexualität lag. Sie seien weiterhin keine „Bekennertypen“, weswegen heterosexuelle Freunde ihre Beziehung nie als ungewöhnlich, sondern selbstverständlich betrachteten.

### Käthe
Nachdem Käthe im Strandhaus ihrer Eltern Besuch von ihrer Partnerin bekommen hatte, wurde sie zu einem Nervenarzt geschickt. Er sollte sie per Hypnose „heilen“. Käthe widersetzte sich der Therapie körperlich dermaßen heftig, dass der Arzt sie als unbehandelbar einstufte. Jahre später betrat sie eines Nachts spontan das Lesbenlokal Goldene Dreizehn, in dem sie mit Anzug tragenden Frauen tanzte und ihre Partnerin kennen lernte. Für Käthe seien in einer liebevollen Beziehung nicht die Übernahme männlicher und weiblicher Rollen sowie die damit verbundene Kleiderwahl, sondern Zärtlichkeit und Aufmerksamkeit gegenüber der anderen Person wichtig.

### Wally
Wally versteckte sich als Jugendliche in ihrem Stammlokal Tiedtke regelmäßig vor Gestapo-Kontrolleuren im Keller. Während des Krieges kam sie, nachdem ihr Stiefvater sie vergewaltigt hatte, in einer schwul-lesbischen Wohngemeinschaft unter. Die Behörden lösten die WG schließlich auf und brachten Wally in ein Heim für schwer erziehbare Mädchen, wo sie an Tuberkulose erkrankte. Nach ihrer Genesung sollte sie aus dem Krankenhaus in Barmbek für eine Zwangssterilisation nach Lübeck verlegt werden, worauf sie floh.
Nach dem Krieg kehrte Wally zurück nach Hamburg und fand wegen der durch die Bombardierungen verursachten Zerstörungen keine Bleibe. Deswegen beschloss sie, in der Herbertstraße als Domina zu arbeiten. Sie bereue die Entscheidung zur Prostitution nicht, weil sie im Bordell ein eigenes Zimmer und eine Freundin hatte und dank des dort verdienten Geldes im Gegensatz zu vielen ihr bekannten Frauen nicht mehr arbeiten muss. Mittlerweile bleibe sie Bars wie der Tiedtke oder den Ika-Stuben fern. Es gebe dort nur noch „arrogante und rumhopsende“ junge Homosexuelle, weswegen die alten in ihren Wohnungen „verkümmerten.“

### Karl
Karl wurde 1939 aufgrund des § 175 in Schutzhaft genommen und ins KZ Neuengamme deportiert. Drei Jahre später kam er in das Außenlager Wittenberge, anschließend nach Auschwitz. In letzterem verstand er sich gut mit einigen Standartenführern, wodurch er nicht den Rosa Winkel für homosexuelle, sondern den Roten Winkel für politische Häftlinge erhielt. Das verhalf ihm zu günstigeren Lebensbedingungen, weil Homosexuelle bei besonders schlechter Verpflegung besonders schwer arbeiten mussten. Von einem homophoben Obersturmbannführer abgesehen hatte Karl bezüglich seiner Sexualität im KZ keine Angst, da er von der Lagerleitung geduldete Beziehungen zwischen Häftlingen mitbekam und selbst eine Zeit lang in einer solchen lebte. Der Alltag in Auschwitz sei zwar leichter gewesen als in Auschwitz-Birkenau, allerdings musste er dennoch stets befürchten, durch Arbeit vernichtet oder in den Gaskammern ermordet zu werden. Nach seiner Befreiung stellte Karl bei mehreren Behörden erfolglos Anträge auf eine finanzielle Entschädigung.

### Arno
Arno hatte in seiner Jugend oft Klappensex. Die Treffen erfolgten im Geheimen, wobei sich die Beteiligten aus Angst vor Anschwärzungen meistens nicht wiedersahen und mit anderen nicht darüber sprachen. Die Sittenpolizei führte an den Treffpunkten ständig Razzien durch, ließ die meisten Festgenommenen aber bald wieder gehen. Hingegen erhielten zu zweit Erwischte Gefängnisstrafen.
Arno war zweimal verheiratet. Seine erste Ehe sei ein „Schutzschild vor der Welt“ gewesen, um als schwuler Mann keine beruflichen oder privaten Probleme zu bekommen. Nach der Scheidung suchte er nur auf Wunsch seiner Mutter nach einer neuen Gattin und Stiefmutter für seinen Sohn. Er outete sich ihr gegenüber ein halbes Jahr nach der Hochzeit, was seine Frau relativ schnell akzeptierte. Letztlich habe Arno zwei Identitäten gelebt: den „zur Welt hin normal Erscheinenden“ und den „im Untergrund lebenden Wirklichen, Liebenden“.

### „Lütten“
Eine Frau mit dem Pseudonym Lütten erzählt mit dem Rücken zur Kamera von ihrer 27-jährigen Beziehung zu Hanni. Sowohl sie als auch ihre Partnerin wurde von den Angehörigen der jeweils anderen gemocht, wobei besonders ihre Mütter ein gutes Verhältnis zueinander hatten, zumal Lüttens Mutter früher selbst kurzzeitig mit einer anderen Frau zusammen war. Im Urlaub zeigten sich die beiden offen als Paar, bezeichneten sich vor den Nachbarn jedoch als Cousinen. Lütten verdiente den Lebensunterhalt, während sich Hanni um den Haushalt kümmerte und die treibende Kraft gewesen sei, etwa bei Anschaffungen. Erst nach deren Tod sei Lütten klar geworden, dass Hanni allgemein die treibende Kraft, sie hingegen nur das „ausführende Organ“ war.

### Ernst
Ernst berichtet aus dem Off von der Situation der Hamburger Schwulengemeinschaft nach dem Krieg. Die meisten ihrer Mitglieder waren mittellos, viele mussten auch aufgrund der fehlenden Wohnungen in unbeheizten Mietunterkünften leben. Deswegen gingen etliche Schwule oft aus. In ihren Stammtreffpunkten traten „Fummelerscheinungen“ auf, Travestiekünstler, die sich ihre Roben aus in Gebäudetrümmern gefundener Kleidung nähten. Zudem habe es damals keine Trennung zwischen alten und jungen Homosexuellen gegeben.

### Eva und Inge
Eva wollte als Kind „Mann sein“, weil ihr Vater seinem Beruf und seinen Hobbys mit Freude nachging, während sich ihre Mutter nur um den Haushalt und die Kindererziehung kümmerte. Deswegen wurde Eva 1942 Fahrerin in der Landwirtschaft, ein damals reiner Männerberuf. Sie sei von ihren Kollegen immer akzeptiert und respektiert, von einigen Frauen hingegen um ihre Unabhängigkeit beneidet worden. Für Eva ist Letzteres unverständlich, da die Entscheidung, Gattin und Mutter zu werden, trotz gesellschaftlicher Erwartungen nicht obligatorisch sei.
Evas Partnerin Inge beschreibt sie als bestimmend. Eva bestätigt das, ergänzt jedoch, sich vor Entscheidungen immer mit ihr zu beraten, daneben gebe es sonst keine wirkliche Rollenverteilung zwischen den beiden. Sie würden oft für ein lesbisches Paar gehalten, da sich Außenstehende beim Anblick zweier miteinander lebender Frauen nichts anderes vorstellen könnten. Allerdings fühle sich Eva zu Männern und Frauen gleichermaßen hingezogen, zudem seien viele ihrer Sexpartnerinnen vor und nach dem Krieg Heterosexuelle gewesen, die in ihr einen „Ersatzmann“ sahen. Sie sei nur wenigen echten Lesben begegnet und besitze deswegen in Hinsicht auf weibliche Homosexualität weder viel Erfahrung noch richtige Vorstellungen.

## Produktion
Die Idee zur Produktion entstand an der Universität Hamburg. Im Wintersemester 1988/1989 veranstalteten einige Studierende ein autonomes Seminar über Homosexualität im Film. Neun Teilnehmende fassten den Entschluss, gemeinsam eine Dokumentation über die Erfahrungen von aus Hamburg stammenden Homosexuellen im Dritten Reich und in der jungen Bundesrepublik zu drehen. Ihre Produktion war der erste deutsche Film über das Thema. Die Suche nach Interviewpartnern war schwierig, da viele ältere Schwule und Lesben in der Stadt zurückgezogen lebten oder die Kontaktaufnahme verweigerten. Die Regisseure kamen schließlich ins Gespräch mit 50 Personen, von denen sie 13 überzeugen konnten, vor der Kamera zu sprechen. Die im Film Porträtierten waren zwischen 60 und 80 Jahre alt.
Anders als im Genre üblich verwendeten die Filmemacher bei ihrer Arbeit weder nachgestellte Szenen noch Erklärungen aus dem Off, sondern ausschließlich die Aussagen der Gesprächspartner. Zur Anschauung ist im Film historisches Material zu sehen, darunter Fotos von sowie Werbeanzeigen für damalige Homosexuellen-Treffpunkte in Hamburg, zudem eine kurze Filmaufnahme in einer städtischen Schwulenbar der 1950er Jahre. Der Titel bezieht sich auf von den Interviewten Edith und Werner verwendete Synonyme für schwul sowie lesbisch. Aufgrund der in ihrer Jugend bestehenden, negativen Konnotation der Wörter sagten sie stattdessen Homo und verzaubert beziehungsweise Freundschaftsfrauen und Freundschaftsmänner.
Die in Hamburg ansässige Trigon-Film übernahm die Finanzierung der Produktion. Für den Vertrieb war der auf queere Filme spezialisierte Verleih Salzgeber verantwortlich.

## Veröffentlichung
Verzaubert kam im Januar 1993 in die deutschen Kinos. Im Mai 1995 lief die Produktion im Programm der vom Kunsthaus Tacheles und mutvilla, der schwul-lesbischen Interessenvertretung der Humboldt-Universität zu Berlin, organisierten schwul-lesbischen Filmtage. Im Oktober 2000 wurde sie beim Hamburg International Queer Film Festival gezeigt.
Im August 2010 wurde der Film auf DVD veröffentlicht. Im November war er Teil einer DVD-Box mit fünf Dokumentarproduktionen über die Geschichte von Homosexualität in Deutschland und den USA. Im Januar 2023 erschien eine restaurierte Fassung von Verzaubert auf DVD und bei einigen VOD-Anbietern.

## Rezeption
Für Eva Hohenberger vom Filmdienst sei Verzaubert eine interessante, aber gelegentlich zu widerspruchslose Aufarbeitung der Biografien einiger älterer Homosexueller aus Hamburg. Durch die Erzählstruktur bündle und verallgemeinere sie die Erfahrungen des Einzelnen. Jakob Michelsen beschrieb die Produktion für die taz als facettenreich sowie bislang besten Film über die Lebensläufe von Homosexuellen vor und nach der NS-Zeit. Sie behandle Themen wie verschiedene Identitäts- und Lebenskonzepte in einem vielschichtigen Kontext, ohne intellektuell zu überfrachten. Ein anderer Rezensent derselben Publikation nannte Verzaubert ein wichtiges Zeitdokument. Durch die sensiblen, einfühlsamen Porträts fächere die Produktion einen fast vergessenen beziehungsweise nie erinnerten Teil deutscher Geschichte auf.
Ein Kritiker von PopcornQ lobte die Interviewpartner, die sich charmant, mutig und ruhig an erschreckende Anekdoten erinnerten. Durch sie werde die Produktion eine fesselnde und inspirierende Geschichte über schwul-lesbischen Heldenmut und Ausdauer. Paul Lenti bezeichnete den Film in der Variety als eindringliche Doku und faszinierenden Einblick in eine furchterregende Zeit.
In einem von den Historikerinnen Kirsten Heinsohn, Barbara Vogel und Ulrike Weckel herausgegebenen Sachbuch wurde Verzaubert als eindringliche Herausarbeitung der Kontinuität der nationalsozialistischen Schwulen- und Lesbenpolitik nach 1945 benannt.